# Arakawa (Tokio)
Arakawa (jap. 荒川区 Arakawa-ku) – jeden z 23 specjalnych okręgów (dzielnic) stolicy Japonii, Tokio. Ma powierzchnię 10,16 km². W 2020 r. mieszkało w nim 217 713 osób, w 111 894 gospodarstwach domowych  (w 2010 r. 204 646 osób, w 97 158 gospodarstwach domowych).
Arakawa leży na północy centralnych części Tokio i graniczy z następującymi okręgami: Adachi, Katsushika, Kita, Bunkyō, Sumida i Taitō. Jej północną granicę wyznacza rzeka Sumida.
Nazwa okręgu pochodzi od nazwy płynącej tu rzeki Ara (Ara-kawa).
W dzielnicy znajduje się historyczne miejsce straceń – Kozukappara.